# Microchrysa dichoptica
Microchrysa dichoptica är en tvåvingeart som beskrevs av James 1957. Microchrysa dichoptica ingår i släktet Microchrysa och familjen vapenflugor. Inga underarter finns listade i Catalogue of Life.